# Pistolet Beretta Mod. 1915
Beretta Model 1915 – włoski pistolet samopowtarzalny, pierwszy pistolet firmy Beretta.
Przed rozpoczęciem I wojny światowej przepisową bronia krótką włoskiej armii był pistolet Glisenti M1910. pomimo przyjęcia do uzbrojenia w 1910 roku do wybuchu wojny pistolet Glisenti nie zastąpił swojego poprzednika, rewolweru Bodeo M1889. Po wybuchu wojny okazało się, że nie istnieje możliwość wyprodukowania odpowiedniej ilości pistoletów M1910 zaspokajającej potrzeby zmobilizowanej armii. W efekcie do uzbrojenia ponownie wrócił rewolwer M1889. jednocześnie włoska armia zaczęła poszukiwać innych źródeł broni krótkiej. Początkowo pistolety próbowano kupować w Hiszpanii, ale okazało się, że hiszpańskie firmy zbrojeniowe realizują olbrzymie zamówienia francuskie (Francuzi mieli podobne problemy jak Włosi) i nie są w stanie szybko dostarczyć odpowiedniej ilości pistoletów.
Z pomocą władzom włoskim przyszedł Pietro Beretta zarządzający rodzinną firma zajmującą się produkcja broni myśliwskiej. W zamian za rządowe dotacje na rozbudowę firmy Beretta miała rozpocząć produkcje prostego, taniego pistoletu. Propozycja została przyjętą i w 1915 roku w firmie Beretta rozpoczęto produkcję pistoletu M1915 (przez armię oznaczonego jako Mod.915). Pistolet ten został początkowo zaprojektowany przez Tulio Marengoniego do zasilania nabojem 7,65 mm Browning, ale nadzieja na zamówienia rządowe spowodowała przeprojektowanie na przepisowy włoski nabój 9 mm Glisentii (wymiarowo identyczny z 9 mm Parabellum, ale ze słabszym ładunkiem miotającym).
Beretta M1915 stała się w czasie I wojny światowej podstawowym wzorem broni krótkiej armii włoskiej. Dzięki dotacjom rządowym Beretta stała się jedną z największych włoskich firm produkujących broń strzelecką i szybko zmonopolizowała dostawy broni krótkiej dla armii włoskiej (wszystkie następne wzory pistoletów armii włoskiej są konstrukcjami tej firmy).
Poza podstawową wersją kalibru 7,65 mm wyprodukowano serię pistoletów Model 1915 kalibru 9 mm Short, ale z masowej produkcji pistoletów w tym kalibrze zrezygnowano. Pistolet Model 1915 był produkowany do 1917 roku kiedy zastąpił go Model 1917. Beretta Mod.917 była zasilana nabojem 7,65 mm Browning i była produkowana do 1922 roku kiedy zastąpił ją model Beretta M1922.

## Opis
Beretta M1915 była bronią samopowtarzalną. Zasada działania oparta na odrzucie zamka swobodnego. Mechanizm spustowy z kurkiem wewnętrznym.
Bezpiecznik nastawny. Skrzydełko bezpiecznika po lewej stronie Szkieletu.
M1915 był zasilany z wymiennego, jednorzędowego magazynka pudełkowego o pojemności 7 naboi, umieszczonego w chwycie. Przycisk zwalniania magazynka znajdował się u dołu chwytu.
Lufa gwintowana, posiadała 6 bruzd prawoskrętnych.
Przyrządy celownicze mechaniczne, stałe (muszka i szczerbinka).